# Fragilariaceae
Famille
Les Fragilariaceae sont une famille d'algues de l'embranchement des Bacillariophyta, de la classe des Bacillariophyceae et de l’ordre des Fragilariales.

## Étymologie
Le nom de la famille vient du genre type, Fragilaria, composé du préfixe fragil (du latin fragilis, « fragile, frêle, cassant »), et du suffixe -aria, « relatif à ».

## Systématique
Le nom correct complet (avec auteur) de ce taxon est Fragilariaceae Kützing, 1844.

## Liste des genres
Selon AlgaeBase (2 mai 2022) :
- Asteroplanus C.Gardner & R.M.Crawford, 1997
- Brandinia Fernandes, 2007
- Brassierea M.K.Hein & B.M.Winsborough, 1999
- Castoridens M.P.Ashworth, C.Li & A.Witkowski, 2016
- Centronella Max Voigt, 1901
- Ceratoneis Ehrenberg, 1839
- Cratericulifera C.Li, A.Witkowski & M.P.Ashworth, 2016
- Desikaneis A.K.S.K.Prasad, 1993
- Fossula G.R.Hasle, E.E.Syvertsen & C.H.Von Quillfeldt, 1996
- Fossulaphycus S.Blanco, 2020
- Fragilareae Greville, 1833
- Fragilaria Lyngbye (en), 1819 - genre type
- Fragilariella N.I.Hendey, 1958
- Fragilariforma D.M.Williams & Round, 1988
- Frankophila Lange-Bertalot, 1997
- Gedaniella Chunlian Li, A.Witkowski & M.P.Ashworth, 2018
- Grammonema C.Agardh, 1832
- Grunoviella Van Heurck, 1896
- Hendeyella M.P.Ashworth, Witkowski & CL.Li, 2016
- Hyaloneis M.C.Amspoker, 2008
- Ikebea S.Komura, 1975
- Kidoa S.Komura, 1979
- Koernerella M.P.Ashworth, C.S.Lobban & E.C.Theriot, 2011
- Martyana Round, 1990
- Neofragilaria D.M.Williams & Round, 1988
- Neosynedra D.M.Williams & Round, 1986
- Odontidium Kützing, 1844
- Perideraion C.S.Lobban & R.W.Jordan, 2011
- Podocystis Bailey, 1854
- Popovskayella Kulikovskiy & Lange-Bertalot, 2015
- Porannulus P.B.Hamilton & M.Poulin, 1997
- Psammosynedra Round, 1993
- Psammotaenia M.P.Ashworth, C.Li & A.Witkowski, 2016
- Pseudoeunotia Grunow, 1881
- Pteroncola R.W.Holmes & D.A.Croll, 1984
- Punctastriata D.M.Williams & Round, 1988
- Reimerothrix A.K.S.K.Prasad, 2001
- Rimoneis M.Garcia, 2010
- Sarcophagodes E.A.Morales, 2002
- Sawamuraia S.Komura, 1976
- Serratifera M.P.Ashworth, C.Li & A.Witkowski, 2016
- Synedra Ehrenberg, 1830
- Synedrella Round & N.I.Maidana, 2001
- Synedropsis G.R.Hasle, Medlin & E.E.Syvertsen, 1994
- Syrinx Corda, 1835
- Tabulariopsis D.M.Williams, 1988
- Tibetiella Y.L.Li, D.M.Williams & Metzeltin, 2010

Quelques Fragilariaceae.
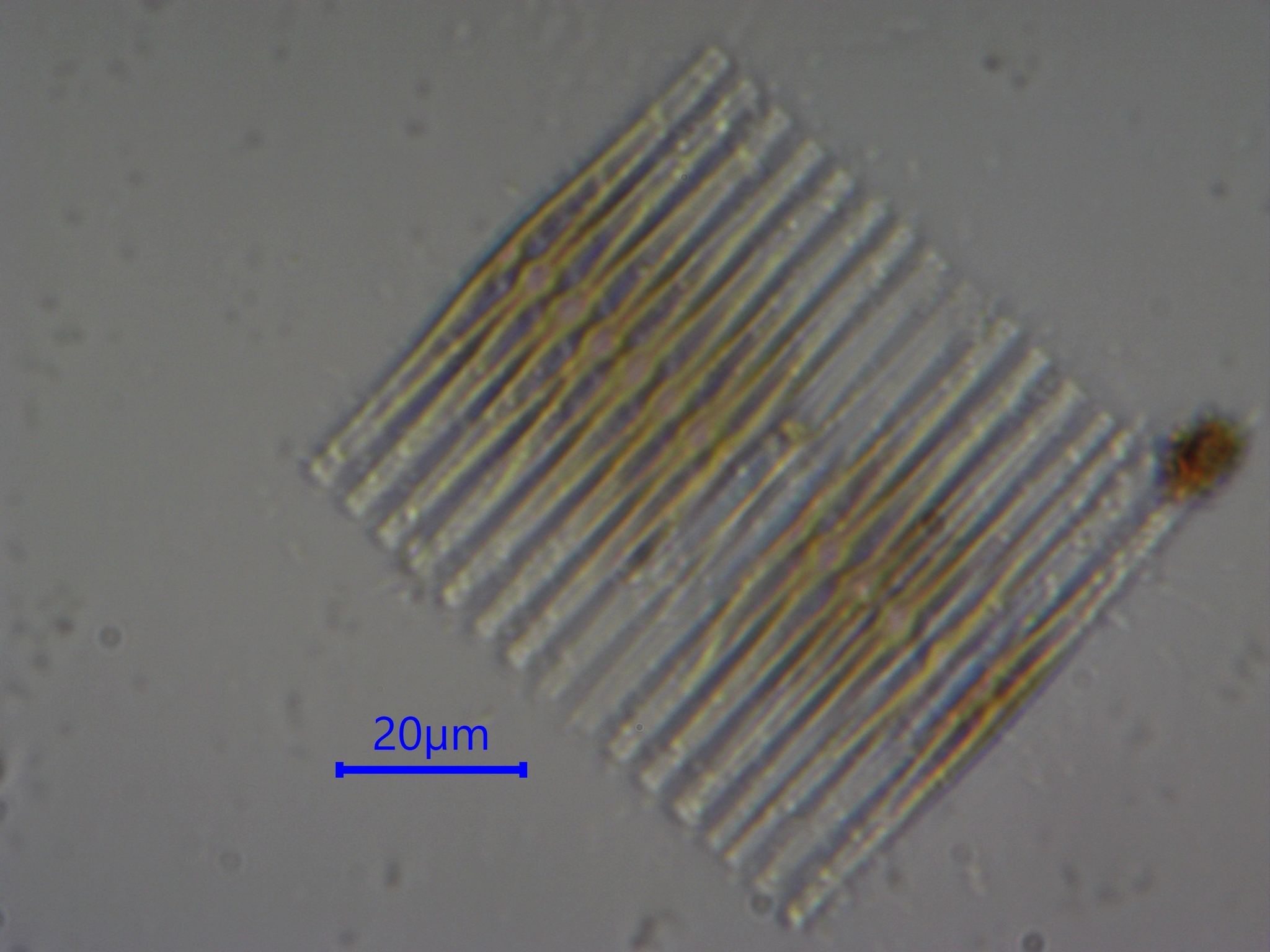
Fragilaria sp.
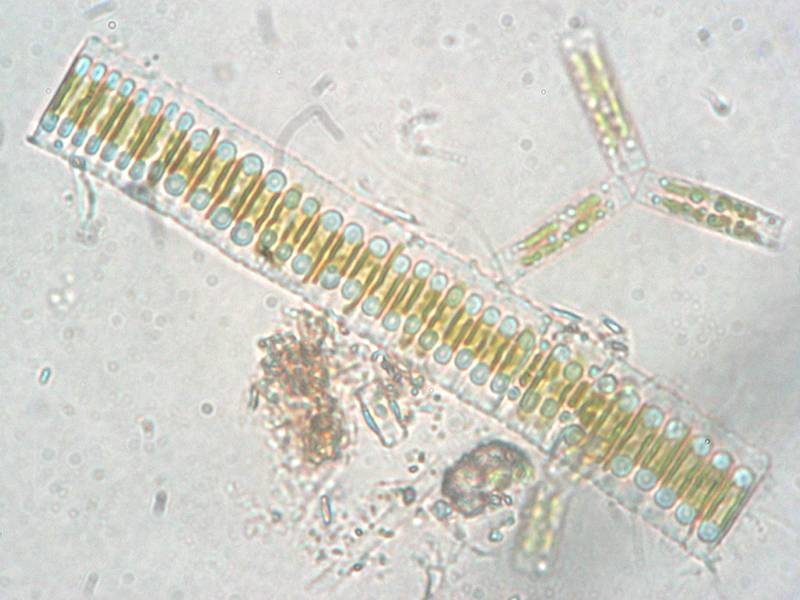
Fragilaria sp.
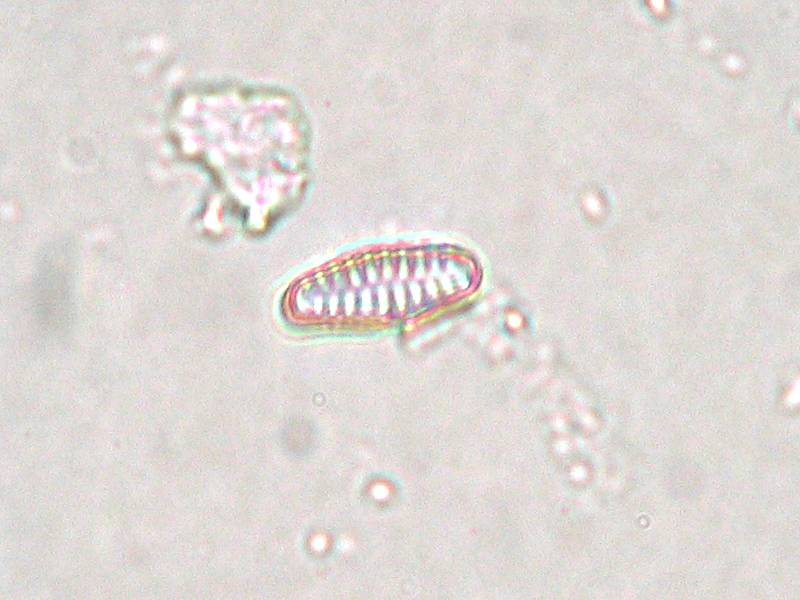
Fragilaria pinnata (vue de la sangle de ceinture).
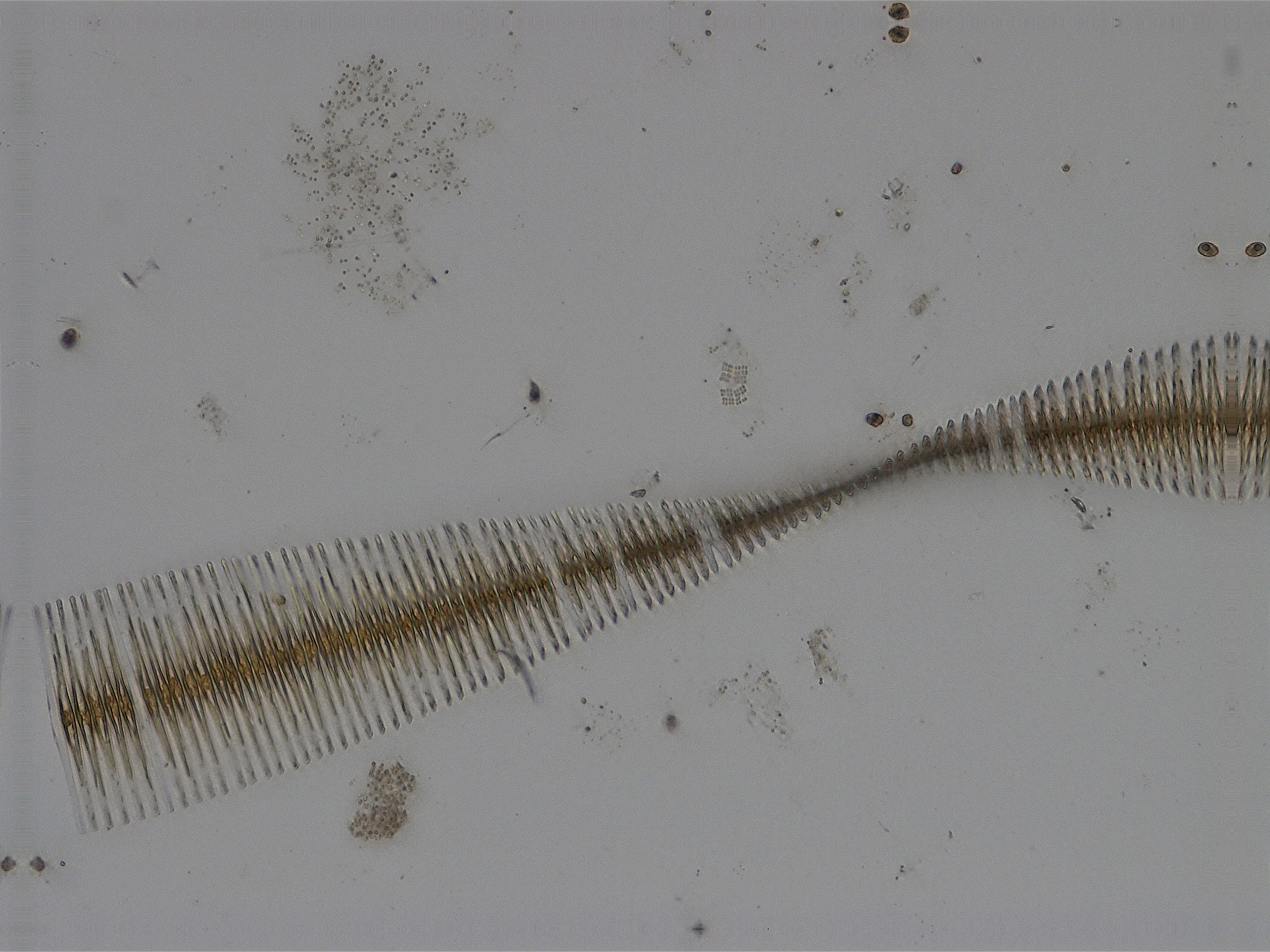
Ruban de Fragilaria crotonensis.
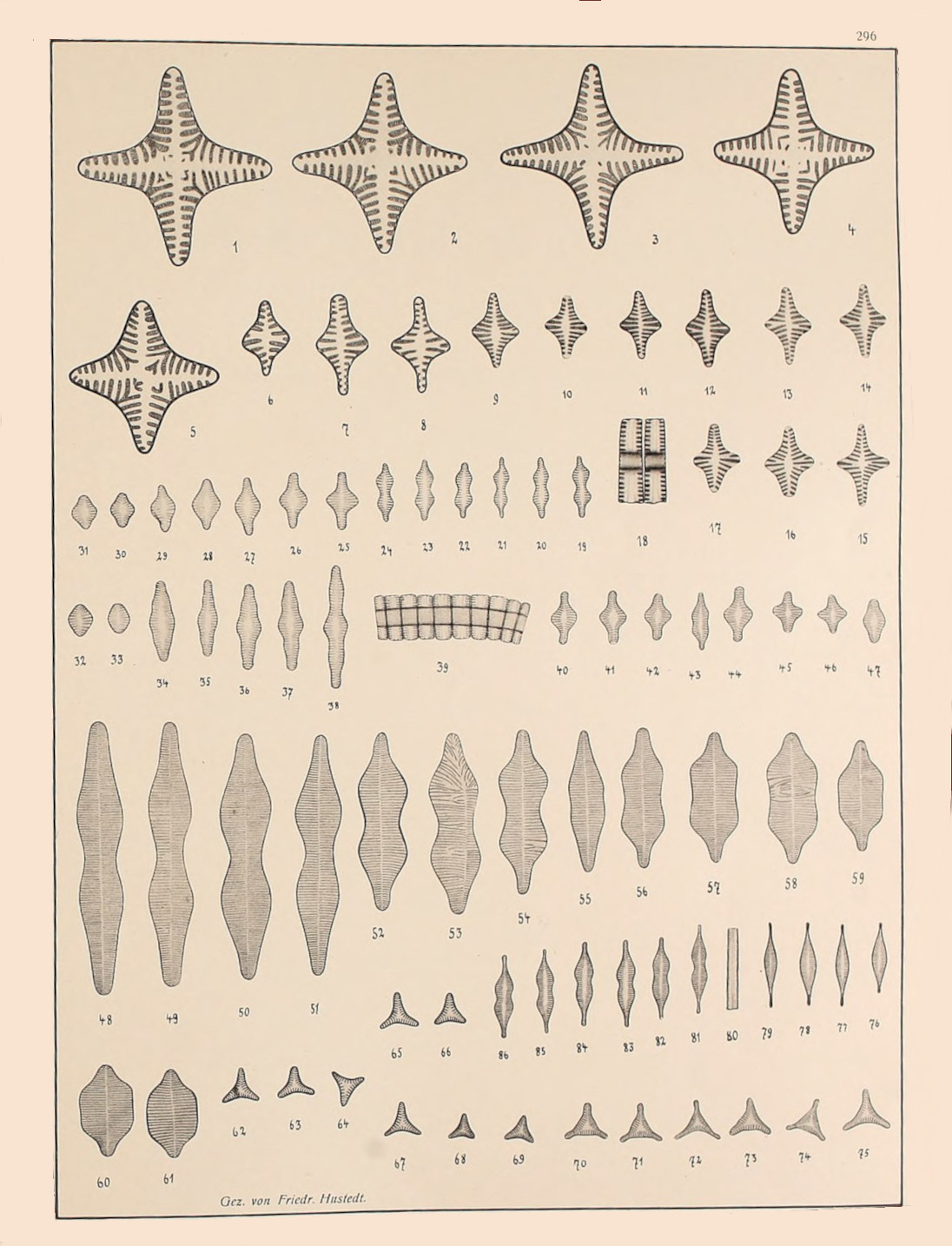
86 vues de Fragilaria.